# Roberto Massafera
Roberto Massafera (Araraquara, 28 de agosto de 1944), é um engenheiro civil, administrador público e político brasileiro. Filiado ao PSDB desde o início de sua carreira política, elegeu-se prefeito de Araraquara nas eleições de 1992, tendo exercido seu mandato à frente da Prefeitura entre 1993 e 1996. Posteriormente, elegeu-se deputado estadual nas eleições de 2006, tendo sido reeleito em 2010 e reeleito pela 2.ª vez em 2014, ocupando seu mandato na ALESP por três mandatos consecutivos, totalizando um período de 12 anos iniciado em 2007 e concluído em 2019.

## Biografia
Filho de Gerson Massafera e Amália Acetozi Massafera, cresceu ao lado dos irmãos Luiz Antonio e Carlos Eduardo. Durante sua infância, residiu alguns anos com a família na cidade de Marília, onde seu pai teve um comércio, mas depois retornaram e fixaram novamente residência no município. Fez o curso primário no Grupo Escolar "Pedro José Neto, dando continuidade tanto o ginasial como o colegial no antigo Instituto de Educação Bento de Abreu (Ieba).
Engenheiro civil formado pela EESC/USP, cursou pós-graduação em Planejamento Urbano na mesma instituição. Posteriormente, cursou Administração Pública pela FCLAr/UNESP e concluiu MBA em Gerenciamento de Empreendimentos na Poli/USP. É casado Cristina Hegg Massafera desde 1975, tendo 2 filhas: Heloísa e Beatriz.